# Cassel från Östergötland
Cassel är en svensk släkt som härstammar från Skänninge i Östergötland och nämns under Cassel, äldre släkten i Svenskt Biografiskt Lexikon, men saknar blodsband med denna.
- Nicolaus Wiberg (1747–1785), rådman, handelsman, Skänninge, gift med Hedvig Maria Ek (född 1747), som 1788 gifte om sig med assessorn Per Cassel (1729–1808), tillhörande äldre släkten. (Per Cassel var son till Jakob Cassel (1697-1740) och Margareta Vendela Erhardt (1708-1794))
  - Carl Gustaf Cassel (1783–1866), lagman, psalmförfattare, antog släktnamnet Cassel efter sin styvfader
    - Oskar Cassel (1830–1917), grosshandlare, anslöt sig liksom fadern till väckelserörelsen och invaldes 1856 i Evangeliska fosterlandsstiftelsens första styrelse
      - Gunnar Cassel (1865–1943), ingenjör, lärare
        - Torbern Cassel (1900–1942), kompositör, sångare, pianist, gift med Lalla Cassel, danspedagog
        - Thorsten Cassel (1902–1947), redaktör, gift med Carin Cassel, konstnär
        - Vivi Ekman (1905–1983), gift med Walter Ekman, skolman

      - Gustav Cassel (1866–1945), nationalekonom, professor
        - Margit Wohlin (1897–1984), forskare, publicist och politiker, gift med Nils Wohlin
          - Anna Wohlin Andersson (1928–1989), politiker
          - Lars Wohlin (född 1933), nationalekonom, ämbetsman, politiker och bankman

        - Arne Cassel (1898–1965), konstnär, gift med sin kusin Dagny Cassel (se nedan)
        - Leif Cassel (1906–1988), lantbrukare och politiker

      - Hjalmar Cassel (1868–1941), skriftställare
        - Greta Cassel (1905–1986), gift med Birger Eurén
        - Dagny Cassel (1908–1988), konstnär, gift med sin kusin Arne Cassel (se ovan)
        - Birgit Cassel (1911–1994), gift med Sixten Damm

      - Oscar Cassel (1871–1931), jurist, borgmästare
        - Astrid Cassel (1904–1986), teckningslärarinna, gift med Iwar Donnér